# FC Marisca Mersch
FC Marisca Mersch (Luxemburgs: FC Marisca Miersch) is een Luxemburgse voetbalclub uit Mersch. Het sportcomplex Schintgespesch is de thuisbasis. De traditionele kleuren van de club zijn geel en blauw.  

## Geschiedenis
In 1908 werd Marisca Mersch opgericht. Tijdens de Tweede Wereldoorlog werd de naam gedwongen omgedoopt tot FK Mersch. Daarna werd de oude naam weer aangenomen. Het eerste elftal komt in de geschiedenis vooral uit in de lagere klassen, maar sinds de eeuwwisseling komt het regelmatig uit in de Éirepromotioun, het tweede niveau.
In het seizoen 2010/11 behaalde het de finale van de Coupe FLF, de amateurbeker. Het verloor met 6-0 van Jeunesse Junglinster. In het seizoen 2022/23 haalde de club de finale van de Luxemburgse voetbalbeker. Het verloor daarin met 2-4 van FC Differdange 03.
In 2023 promoveerde FC Marisca voor het eerst in de historie naar de Nationaldivisioun, de hoogste klasse. Een jaar later degradeerde de club weer.